# Во всём всегда виноваты другие
«Во всём всегда виноваты другие» (нем. Schuld sind immer die Anderen) — кинофильм режиссёра Ларса-Гуннара Лотца, вышедший на экраны в 2012 году.

## Сюжет
Молодой преступник Бен попадает в тюрьму за воровство и рукоприкладство. Здесь социальный работник Никлас предлагает ему переехать в «Лесной дом», загородную колонию для юных правонарушителей, где основной упор делается на труд и психологическую помощь. Не желая оставаться в тюрьме, с негостеприимностью которой он уже успел познакомиться, Бен соглашается. Теперь он должен подчиняться дисциплине, сдерживать агрессивные порывы, учиться работать в команде. Основная цель, которой пытаются достичь работники колонии, — добиться примирения преступника и жертвы. Когда в «Лесном доме» появляется жена Никласа Эва (здешний психолог), Бен узнаёт в ней женщину, которую он ограбил и избил и которая, как он теперь узнал, из-за этого потеряла ребёнка. Бен опасается, что если Эва узнает его, он получит новый срок и вновь окажется за решёткой. К тому же, несмотря на показной цинизм, выраженный заглавной фразой «во всём всегда виноваты другие», в нём просыпается чувство вины. Эва, в свою очередь, отнюдь не уверена, что сумеет когда-либо простить и примириться со своим обидчиком…

## В ролях
- Эдин Хасанович — Бен
- Юлия Брендлер — Эва
- Марк Беньямин Пух — Никлас
- Пит Буковски — Тобиас
- Наталья Рудзевич — Мариана
- Александр Бехт — Штеффен
- Оливер Конечны — Алекс
- Каис Сетти — Самир
- Йоахим Фёрстер — Иво

## Награды и номинации
- 2012 — участие в конкурсной программе Монреальского и Цюрихского кинофестивалей.
- 2012 — почётное упоминание жюри кинофестиваля в Сан-Паулу (Эдин Хасанович «за убедительный показ трансформации молодого преступника»).
- 2013 — две номинации на премию Deutscher Filmpreis: лучший сценарий (Анна Прасслер), лучшая мужская роль (Эдин Хасанович).
- 2014 — номинация на премию имени Адольфа Гримме (Ларс-Гуннар Лотц, Анна Прасслер).
- 2014 — номинация на премию Ассоциации немецких кинокритиков за лучшую мужскую роль (Эдин Хасанович).